# Mieczysław Koczorowski
Mieczysław Wacław Koczorowski (ur. 1938, zm. 21 lutego 2018) – polski kameralista, pedagog, profesor sztuk muzycznych.

## Życiorys
Ukończył studia w Państwowej Wyższej Szkole Muzycznej w Poznaniu, w 1992 r. uzyskał tytuł profesora sztuk muzycznych.
Został zatrudniony w Akademii  Muzycznej im. Ignacego Jana Paderewskiego w Poznaniu, oraz w Akademii Muzycznej im. Feliksa Nowowiejskiego w Bydgoszczy.

## Odznaczenia
- Krzyż Oficerski Orderu Odrodzenia Polski (2000)[5]
- Złoty Medal „Zasłużony Kulturze Gloria Artis”[6]
- Odznaka honorowa „Za zasługi dla województwa wielkopolskiego”[6]